# سيسلي سوندرز
السيدة سيسلي ماري سترود سوندرز (22 يونيو 1918 - 14 يوليو 2005) كانت ممرضة إنجليزية وأخصائية اجتماعية وطبيبة وكاتبة. وهي معروفة بعملها في أبحاث الرعاية النهائية ودورها في ولادة حركة المسنين، مؤكدة على أهمية الرعاية التلطيفية في الطب الحديث.